# 丽江雪山观光火车
丽江雪山观光火车为中华人民共和国云南省丽江市的一条有轨电车线路，主要服务于玉龙雪山观光旅游，于2025年2月12日开通初期运营。线路在规划上属于丽江轨道交通的1号线（又名丽江有轨电车1号线）。

## 线路

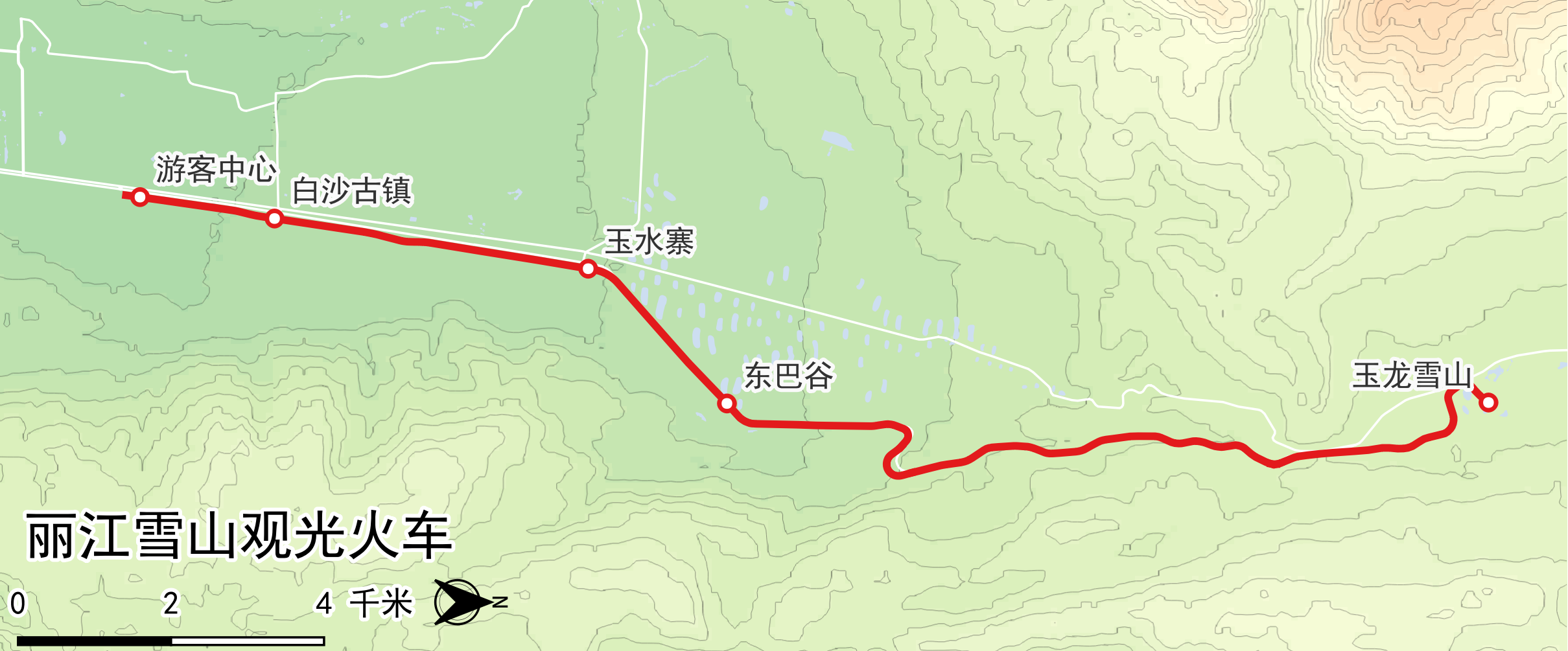
丽江雪山观光火车线路图

线路主要为玉龙雪山观光设立，南起山脚的游客中心站，北至山上的玉龙雪山站，全线沿674国道设置，全长20.465km，共设有5座车站，全部为地面站。线路修建标准为现代有轨电车，设计最高运行时速为70km，投资概算总额为28.0874亿元。玉龙雪山至白沙镇之间的674国道双向分离，上山方向设于山谷东侧，下山方向设于山谷西侧，电车线路出于环境保护需要设在离雪山较远的上山线东侧，形成连续9.2公里的长大坡道，最大坡度55‰；其中线路里程12.72公里位置（即景区收费站后过两个弯道位置）地形条件最差，公路东侧为陡坡，工程上曾考虑设置700米短隧道，但最终未果，此段仍为路基设计，边坡高达46米，存在一定隐患。

## 运营
线路业主为丽江雪山轨道交通有限公司。该公司由中国铁建昆仑投资集团持股48.64%，中铁二院工程集团和中铁八局集团各持股24.5%，广州地铁交通发展（原广州有轨电车公司）持股2%，中铁二十五局集团和中国铁建电气化局集团各持股0.18%。其中，广州地铁交通发展负责线路的运营管理工作。
根据开通前预测，全线客流基本集中于首尾两站，早7点至10点为上山高峰、下午15点至19点为下山高峰；全年客流集中在7到8月的旅游旺季，11月至次年2月为淡季，旺季有必要时可将列车两两重联运行。丽江雪山观光火车开通初期，仅开放游客中心站和玉龙雪山站两个起讫站，单程运行时间约35分钟，行车间隔30分钟。单程票价50元，往返票价80元；乘客乘车登山时，还需同时购买100元的玉龙雪山景区门票。
线路采用右侧行车制，上山方向列车内观赏雪山的视线受到对向接触网及列车遮挡，故有调换行车方向以实现最佳视野的提议。该方案涉及调换信号方向、更改游客中心站的站台分配以及个别道岔改向，需要在淡季停运两个月进行改造，目前未有实施计划。

## 车辆
线路使用车辆由广州有轨电车公司监造，首列车于2021年中国国际轨道交通及装备制造产业博览会下线。该车为全景山地列车，由于列车顶部主要设置观景天窗，故而车辆设备大部分设置于车底，形成高地板设计，成为中国自2010年代重新发展现代有轨电车以来，首次在新建现代有轨电车线路上采用高地板列车。车辆具有自动控制（ATC）功能，车地通信以专用LTE网络为主，兼顾5G公网备用。由于全线与既有公路平行，故障救援方面除常规连挂方式以外，也在游客中心车辆基地内配置有公铁两用车用于牵引故障车。

## 历史

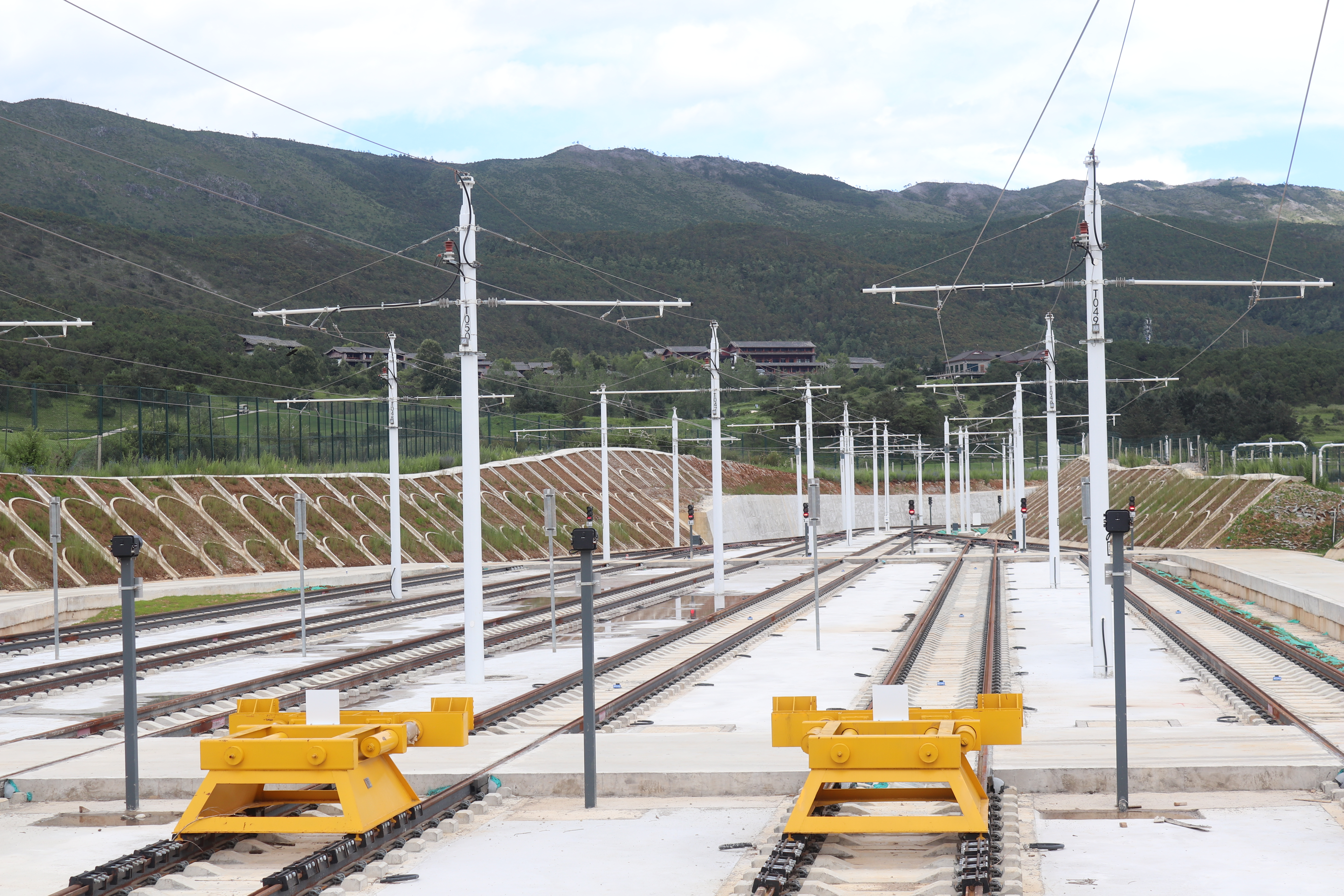
开通前的线路北端终点，靠近玉龙雪山游客服务中心

2018年，丽江1号线发布项目选址批前公告。2019年，1号线正式开工并成功进行车辆招标。2022年11月28日，线路基本完工并开始空载试运行，但之后一年并未开放运营。
2025年2月12日，随着玉龙雪山新游客服务中心正式启用，丽江雪山观光火车开通初期试运营。